# Mermessus hospita
Mermessus hospita là một loài nhện trong họ Linyphiidae.
Loài này thuộc chi Mermessus. Mermessus hospita được Alfred Frank Millidge miêu tả năm 1987.